# John E. Blaha
John E. Blaha, född 26 augusti 1942 i San Antonio, Texas, är en amerikansk astronaut uttagen i astronautgrupp 9 den 19 maj 1980

## Rymdfärder
- STS-29
- STS-33
- STS-43
- STS-58
- STS-79
- STS-81